# Özlem Türeciová
Özlem Türeciová, nepřechýleně Özlem Türeci, (* 6. března 1967 Lastrup) je turecko-německá lékařka, imunoložka a podnikatelka. V roce 2008 spolu se svým manželem Uğurem Şahinem spoluzaložila německou biotechnologickou společnost BioNTech, která v roce 2020 vyvinula první schválenou mRNA vakcínu proti covidu-19. Türeciová v této společnosti působí od roku 2018 jako hlavní lékařka.
V letech 2008 až 2016 byla zakladatelkou a výkonnou ředitelkou společnosti Ganymed Pharmaceuticals. Působí také jako privat docent na Univerzitě Johannese Gutenberga v německé Mohuči. Türeciová a její manžel Uğur Şahin se v roce 2020 stali prvními tureckými Němci na seznamu 100 nejbohatších lidí v Německu.
V roce 2021 obdržela Záslužný řád Spolkové republiky Německo (německé federální vyznamenání), jedno z nejvyšších vyznamenání udělovaných v Německu.

## Kariéra
Türeciová je spoluzakladatelkou a hlavní lékařkou společnosti BioNTech, předsedkyní mohučské neziskové organizace Association for Cancer Immunotherapy (CIMT), spoluiniciátorkou a předsedkyní neziskové organizace Cluster for Individualized Immune Intervention (Ci3) a přednášející na Univerzitě Johannese Gutenberga. Je průkopnicí biologické léčby nádorových onemocnění.
V roce 2001 Türeciová spoluzaložila společnost Ganymed Pharmaceuticals a stala se její hlavní vědeckou pracovnicí. V roce 2008 se Türeciová stala generální ředitelkou. Ganymed Pharmaceuticals se v roce 2016 stala dceřinou společností Astellas Pharma.
Během pandemie covidu-19 v roce 2020 zaměřila Türeciová svůj výzkum na vývoj vakcíny proti SARS-CoV-2, viru způsobujícímu onemocnění covid-19. Na tomto výzkumu spolupracovala se společností Pfizer. V roce 2020 společnost Pfizer oznámila, že vakcína, kterou vyvinula Türeciová se svým týmem, má 90% účinnost v tvorbě imunity proti viru SARS-CoV-2.